# Partido Comunista de Afganistán (Maoísta)
El Partido Comunista de Afganistán (Maoísta) ( en persa : حزب كمونيست (مائوئيست) افغانستان , Hezb-e Komunist (Ma'uist) Afganistán ), anteriormente conocido como Partido Comunista de Afganistán, es un partido comunista clandestino en Afganistán orientado en torno al Marxismo-Leninismo-Maoísmo El partido fue fundado en 2004 mediante la fusión de cinco partidos de. Fue miembro del Movimiento Revolucionario Internacionalista (MRI).
Durante la ocupación de Afganistán liderada por Estados Unidos de 2001 a 2021, el objetivo declarado del partido era iniciar una guerra popular para expulsar a las fuerzas extranjeras de Afganistán, con el objetivo final de establecer una sociedad de Nueva Democracia y el socialismo en el país.  Después de la retirada de las fuerzas lideradas por Estados Unidos de Afganistán y el establecimiento del Emirato Islámico de Afganistán por parte de los talibanes a mediados de 2021, el partido cambió su objetivo principal para derrocar al gobierno de los talibanes.

## Historia
La primera organización comunista en Afganistán, la Organización Juvenil Progresista (OJP) se formó en 1965. Hubo manifestaciones diarias y peleas callejeras entre estudiantes, trabajadores y activistas por la justicia social y la policía y las fuerzas armadas del rey Zahir Shah . Estas luchas llevaron a la formación del OJP. Unos pocos círculos de intelectuales y activistas políticos se unieron para formar la primera organización comunista para trabajar por el objetivo de la revolución en Afganistán. Akram Yari , un maoísta, fue el líder de uno de estos círculos, quien desempeñó un papel destacado en la formación de OJP.
OJP siguió siendo una organización clandestina. Los líderes de OJPpublicaron una revista llamada Sholaye Jawid . Sholaye Jawid afirmó ser una revista de nueva democracia, que circuló amplia y abiertamente. Después de publicar 11 números, el gobierno se apoderó de Sholaye Jawid y prohibió su publicación. El gobierno de la época utilizó a los fundamentalistas islámicos y a las fuerzas del orden contra los partidarios de Sholaye Jawid . Estas tácticas del gobierno llevaron a una confrontación física entre quienes apoyaban a los maoístas y quienes estaban en contra de los maoístas, lo que resultó en la muerte de un destacado líder estudiantil maoísta, Saydal Sokhandan , quien fue asesinado por Gulbuddin Hekmatyar en la Universidad de Kabul .instalaciones. Gulbadin Hekmatyar luego se convirtió en el líder del Partido Islámico de Afganistán , quien ha sido un aliado clave de Estados Unidos en el pasado. [ cita requerida ]
Cuando el Partido Democrático Popular de Afganistán (PDPA) llegó al poder en un golpe militar en 1978, el régimen del PDPA declaró que su enemigo número uno era el movimiento maoísta liderado por OJP. Todas las personas pertenecientes al movimiento maoísta fueron arrestadas y asesinadas indiscriminadamente. Miles de maoístas y sus aliados fueron asesinados. Los restos sin líderes del movimiento maoísta formaron varias organizaciones para luchar contra el régimen del PDPA y resistir la invasión soviética de Afganistán . Durante este período, algunos grupos comunistas se alinearon más estrechamente con los grupos islámicos muyahidines de un tipo al que anteriormente se habían opuesto.
Las organizaciones maoístas de línea dura se separaron de aquellas que cooperaron con los muyahidines y, a fines de la década de 1980, estos grupos formaron la Célula Comunista Revolucionaria de Afganistán (RCCA). La RCCA junto con otros formaron la Organización Comunista Revolucionaria de Afganistán (RCOA), que en 1991 proclamó el establecimiento del Partido Comunista de Afganistán (PCA). El PCA renovó la publicación de Sholaye Jawid , afirmando su intención de seguir los pasos de la OJP y su fundador Akram Yari 
Tras la invasión de Afganistán en 2001 , el PCA llamó a las organizaciones maoístas a unirse en un solo partido maoísta unido. Con ese propósito, la CPA con otras cuatro organizaciones maoístas formaron el Comité de Unidad del Movimiento Marxista-Leninista-Maoísta de Afganistán . El Comité de Unidad después de tres años de lucha ideológica y política se fue por el Congreso de Unidad del Movimiento Comunista (MLM). El Congreso de Unidad concluyó el 1 de mayo de 2004 y se formó el Partido Comunista (Maoísta) de Afganistán.